# MEMORIES (沢田研二の曲)
「MEMORIES」（メモリーズ）は、沢田研二の20枚目のシングル。1977年7月30日に西ドイツで先行発売され、1977年8月10日にポリドール・レコードより発売された。

## 収録曲
1. メモリーズ - MEMORIES
  - 作詞：Richard Machin／作曲：Klaus Weiss／編曲：Werner Becker
2. ロング・アゴー・アンド・ファー・アウェイ - LONG AGO AND FAR AWAY
  - 作詞・作曲：Mart Shuman／編曲：Werner Becker